# Frans Blanckaert
Eugeen Frans Polydoor Blanckaert (Aalst, 18 juli 1903 - aldaar, 17 april 1981) was een Belgisch politicus voor de BWP en diens opvolger de BSP.

## Levensloop
Blanckaert was verzekeringsagent van beroep.
Hij was van 1937 tot 1947 en van 1953 tot 1971 lid van de gemeenteraad. Voordien was hij ook al lid van de Commissie van Openbare Onderstand (COO) waarvan hij van 1953 tot 1956 voorzitter was. Van 1956 tot 1971 was hij burgemeester van Aalst, van 1956 tot 1958 in een coalitie van socialisten en liberalen en van 1959 tot 1971 in een samengaan van socialisten en christendemocraten.